# Біле коло
«Бі́ле ко́ло» (рос. «Белый круг») — український радянський драматичний військовий чорно-білий фільм 1974 року, знятий українським режисером Юрієм Лисенком на Кіностудії імені Олександра Довженка. У головних ролях — Лідія Яремчук та Олександр Денисов. Прем'єра фільму відбулася 21 липня 1975 року.
Картина про роботу маріупольських металургів під час німецької окупації.

## Сюжет
Фільм продовжує тему, підняту в картині Юрія Лисенка «Вогонь», але дія відбувається вже під час Другої світової війни. Сталевари Гейко, Пасічник, Мусієнко і їхні товариші важко працюють на маріупольському заводі під час німецької окупації...

## Зйомки
Фільм знімали у Жданові (тепер — Маріуполь).
У зйомках брали участь робітники металургійного заводу імені Ілліча міста Жданова і курсанти Жданівської мореходної школи.
У фільмі звучить музика Державного симфонічного оркестру Української РСР під диригуванням Стефана Турчака.

## У ролях
- Лідія Яремчук — Ярина
- Олександр Денисов — Андрій Гейко
- Олексій Зайцев — інженер Мусієнко
- Володимир Сошальський — представник фірми «Крупп»
- Геннадій Овсянніков — Пасічник
- Віктор Степаненко — вартовий
- Володимир Талашко — Шлейхерт
- Володимир Шакало — Центнер
- Олександр Прохоров — Свирид
- Антоніна Лефтій — Валентина Петрівна, вчителька
- Петро Тарасов — Петька
- Олександр Фоменко — Колька Пасічник
- Ляля Чорна — мати Андрія
- Борис Болдиревський — сталевар
- Марія Капніст — сварлива баба (у титрах не вказана)
- Геннадій Болотов — епізод
- Степан Жаворонок — епізод
- Микола Гудзь — епізод
- Валентин Кобас — епізод
- Семен Котляренко — епізод
- В. Сивовіл — епізод
- Олексій Северин — епізод
- Дмитро Костенко — епізод

## Знімальна група
- Режисер-постановник: Юрій Лисенко
- Сценаристи: Олександр Сацький, Юрій Лисенко
- Оператор: Володимир Довгальов
- Оператор-постановник: Олексій Терзієв
- Композитор: Борис Буєвський
- Художник-постановник: Михайло Раковський
- Режисер монтажу: Єлизавета Рибак
- Звукооператор: Рива Бісновата
- Художниця по костюмам: Сталіна Рудько
- Художник по гриму: Василь Гаркавий
- Асистенти режисера: В. Мірошниченко, В. Переверзєва
- Асистенти оператора: Г. Красноус, В. Немченко
- Асистенти художника: Ю. Тишкевич, Н. Коваленко
- Директор картини: Ігор Чаленко